# Joakim Marković
Joakim Marković (c. 1685-1757) fue un pintor serbo-austríaco que trabajó en la antigua Eslavonia.
Pintó el iconostasio de dos iglesias obispales en Pakrac y el Condado de Severin, y en la iglesia de Santo Tomás en Dišnik (ahora Garesnica en el Condado de Bjelovar-Bilogora). Desde el punto de vista artístico e histórico, el iconostasio más interesante de Marković es la iglesia conmemorativa construida por un oficial fronterizo militar serbio, el barón Mihailo Mikašinović en Plavšinac.
En Plavšinac, Joakim Marković pintó dos composiciones en 1750, una que muestra los privilegios otorgados por el emperador bizantino Basilio II a los serbios y croatas: el privilegio de establecerse en su dominio. Esa pintura está ahora en Zagreb. La segunda pintura de Marković muestra al monarca austríaco Rodolfo II con serbios. Estas pinturas se consideran las primeras composiciones históricas de nuestro arte reciente.
Marković pintó principalmente iconos y frescos de temática religiosa. Hizo frescos para el Metropolitano de Karlovci en los monasterios de las iglesias de Fruška Gora. Más tarde regresó a Buda donde continuó trabajando hasta su muerte en 1757.